# Austrium
 (mai 2017).
Le nom austrium est le nom associé à différents éléments chimiques hypothétiques dont les existences ont été postulées entre les XVIIIe et XIXe siècles.
En 1792, Anton Ruprecht (sk) et Matteo Tondi (it) déclarent avoir isolé, par réaction entre l'oxyde de magnésium et le charbon chauffés, un élément métallique alors inconnu qu'ils nomment austrium (d'après l'Autriche).
En 1886, Eduard Linnemann (en) annonce la découverte d'un nouvel élément isolé à partir d'orthite qu'il souhaite nommer austrium avec le symbole Aus. Paul Émile Lecoq de Boisbaudran fait remarquer que les caractéristiques de l'austrium sont celles du gallium, déjà découvert. En 1900, Richard Pribram (en) confirme l'hypothèse de Lecoq de Boisbaudran. Cependant, lors d'une analyse du spectre de l'orthite, Pribram note la présence de raies qu'il attribue potentiellement à un nouvel élément, différent de celui de Linnemann. En hommage à ce dernier, il réutilise le nom austrium. Ses travaux ne seront pas confirmés.